# 亞當·拉哈姆迪
亞當·拉哈姆迪（1995年4月22日—）出生於魁北克魁北克市，為摩洛哥籍加拿大高山滑雪運動員。2010年開始參加國際滑總的賽事。拉哈姆迪出生於加拿大，然後取得參賽資格代表摩洛哥參加在索契舉行的2014年冬季奧運。
雖然拉哈姆迪在加拿大出生，不過他的父親來自摩洛哥這才讓他有為摩洛哥出賽的機會。拉哈姆迪奪得冬季青年奧林匹克運動首個超級大曲道賽事的金牌，並成為第一位奪得冬季青年奧運項目獎牌的非洲國家運動員。